# Паніровка

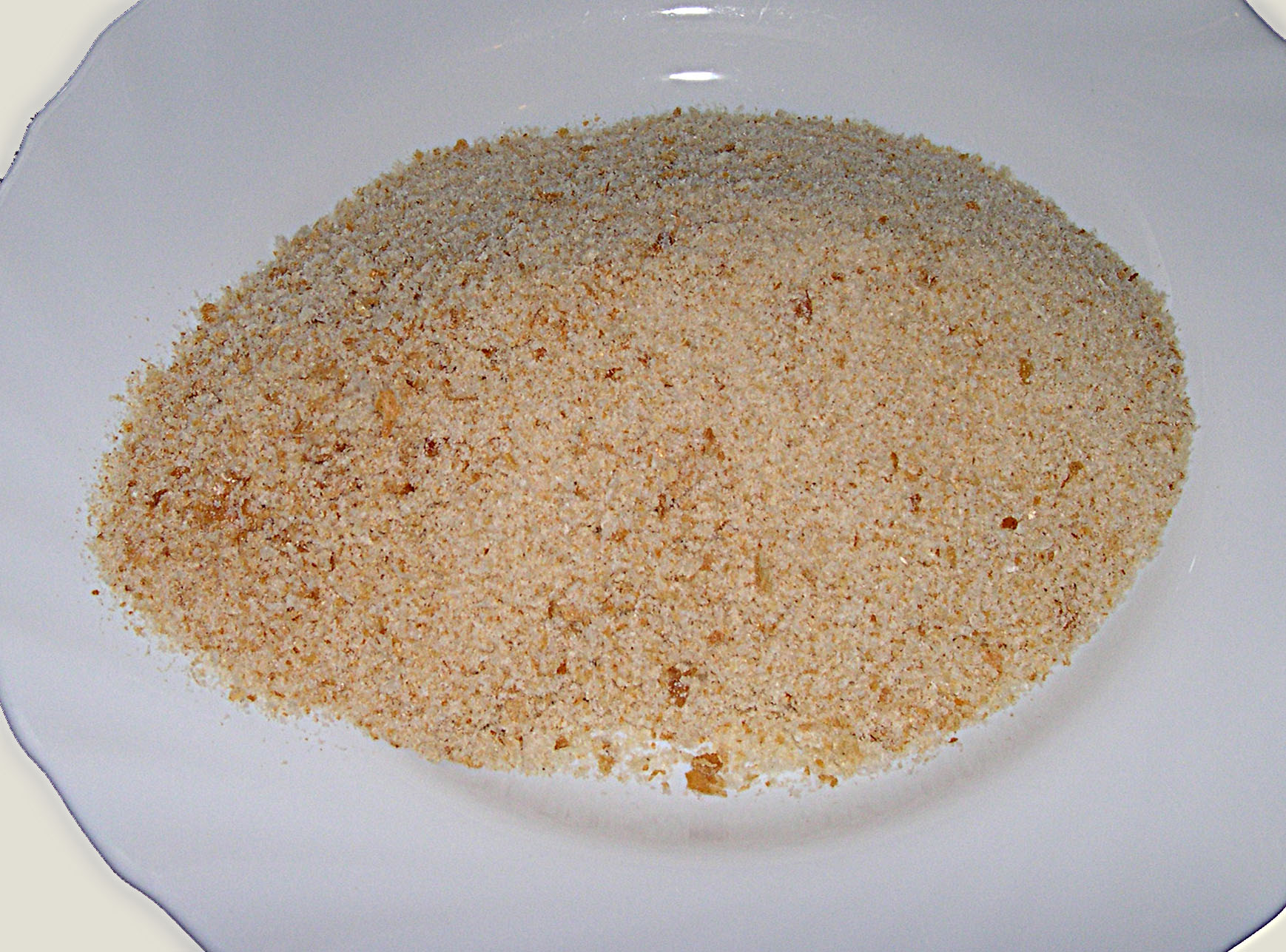
Панірувальні сухарі

Панірувальний засіб — дрібні крихти пшеничного хліба або борошно, яким посипають кулінарний виріб при паніруванні перед обсмажуванням (те, у чому панірують).
Панірувальні сухарі — найпопулярніший вид панірувальної суміші. Панірувальні сухарі виготовляють із сушеного пшеничного хліба.
Якісні панірувальні сухарі мають бути дуже подрібненими.
Для панірування використовують:
- панірувальні сухарі;
- панірувальні сухарі, змішані з прянощами;
- борошно;
- твердий сир;
- кокосову стружку;
- кукурудзяні пластівці;
- манну крупу тощо.

Панірувальний засіб має покривати тонким, рівномірним пластом усю поверхню кулінарного виробу.